# Bagrus filamentosus
Bagrus filamentosus är en fiskart som beskrevs av Pellegrin 1924. Bagrus filamentosus ingår i släktet Bagrus och familjen Bagridae. IUCN kategoriserar arten globalt som otillräckligt studerad. Inga underarter finns listade.